# Megálo Metóchi
Megálo Metóchi, en grec moderne : Μεγάλο Μετόχι, ou Risván Metóchi (grec moderne : Ρισβάν Μετόχι), est un village du dème de Réthymnon, en Crète, en Grèce. Selon le recensement de 2011, la population de Megálo Metóchi compte 46 habitants. Le village est situé à 3 km de Réthymnon.